# 黑指纹海兔
黑指纹海兔为海兔科海兔属的动物。

## 語源
本物種的種小名（或種加詞）由-（手指）和（黑色）兩個字組成。

## 分佈
如同其他同科物種，本物種有世界分布，見於幾乎所有热带及温带海域：除見於印度洋、大西洋、以及太平洋，本物種於2002年首度於地中海發現，而且很快將整個地中海東部「殖民」：估計這很可能是全球变暖引致的結果，使牠們得以在水溫較冷的地中海棲息。
在中国大陆，本物種分佈於广西涠洲、海南三亚、西沙武德岛、广东汕尾等地，一般生活於海藻间。

## 分類
基於遗传学實證，現時本物種在印度洋-太平洋海域的分佈被視為另一個物種Aplysia argus。現時A. dactylomela這個學名只限於分佈於大西洋、加勒比海及地中海的物種。然而，這兩個物種本身就極為相似，就只有顏色及上面的花紋有所不同。

## 外部連結
- 維基物種上的相關：黑指纹海兔